# Wendlandia glabrata
Wendlandia glabrata är en måreväxtart som beskrevs av Dc.. Wendlandia glabrata ingår i släktet Wendlandia och familjen måreväxter.

## Underarter
Arten delas in i följande underarter:
- W. g. glabrata
- W. g. laevigata